# Ter Idzard
Ter Idzard (Stellingwerfs: Der Izzerd, Fries: Teridzert) is een dorp in de gemeente Weststellingwerf in het zuiden van de Nederlandse provincie Friesland.

## Geschiedenis

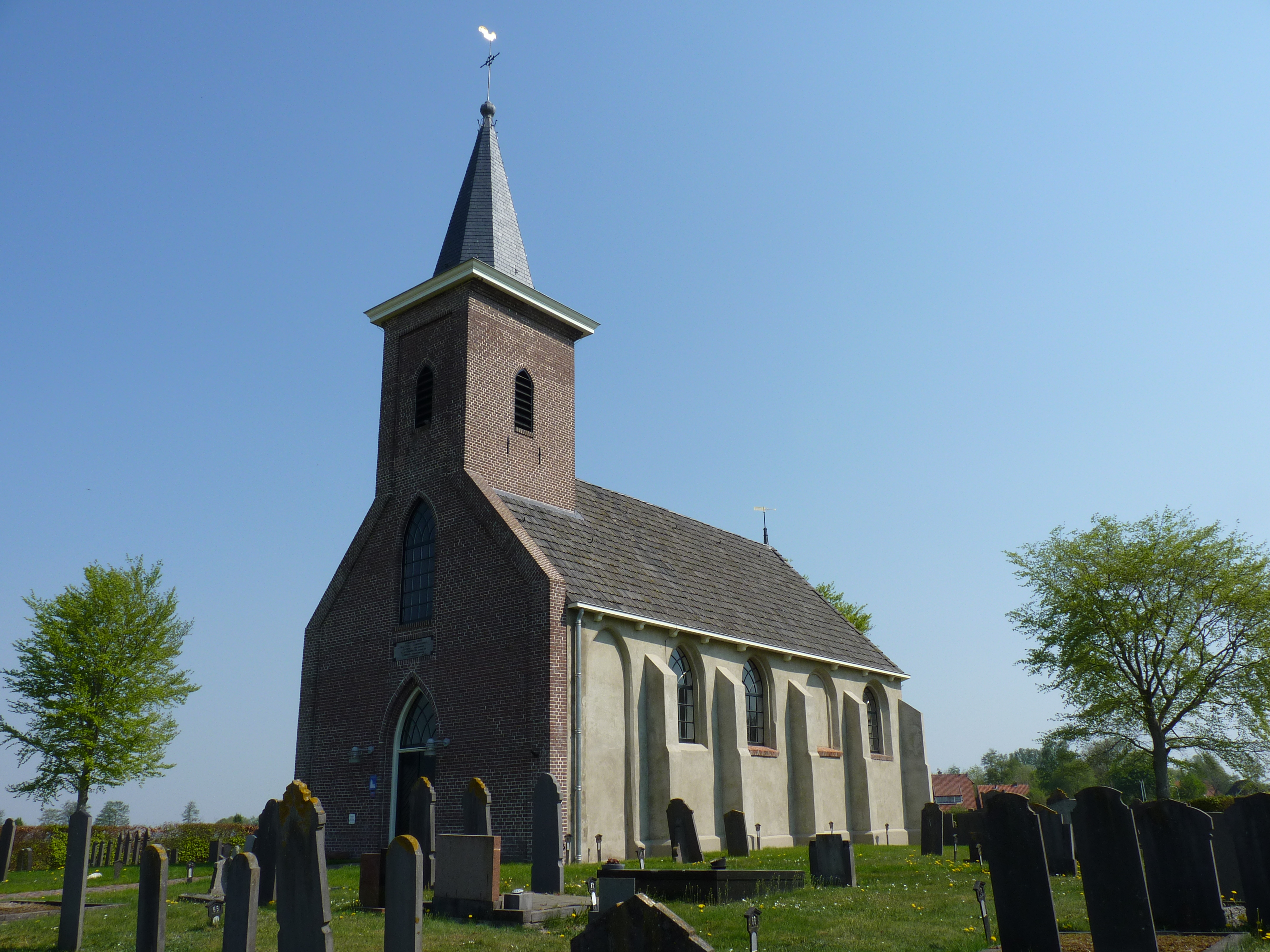
Bonifatiuskerk

Het vermoeden bestaat dat er omstreeks 1100 al sprake was van een volwaardig dorp waar nu Ter Idzard ligt en dat er toen al een eenvoudig kerkje of een kapel is geweest voor 150 à 200 parochianen. Voor de vestiging van een eigen kerk waren van oudsher 10 erven voldoende om een kerk te stichten. In iets latere tijd wordt geschreven dat er 30 erven zijn in het dorp.
Op 9 september 1320 sloten de gemene buren van zeventien parochies in Stellingwerf een overeenkomst met bisschop Frederik van Sierck ter bijlegging van geschillen, die zij met bisschop Gwijde van Henegouwen hadden. Die brief bestaat nog. Daar staat ook Ydzerde. In dat jaar wordt de parochie uit de ban gehaald, in verband met ongehoorzaamheid aan de bisschop van Utrecht. Omdat De Stellingwerven al in 1309 door de bisschop in de ban werd gestopt, kan er met grote zekerheid gesteld worden dat de parochie Ter Idzard toen al bestond.